# Karel X. Gustav
Karel X. Gustav (8. listopadu 1622 – 13. února 1660) byl švédský král od roku 1654 do své smrti. Byl synem Kazimíra Falcko-Zweibruckenského z rodu Wittelsbachů a princezny Kateřiny Švédské, jejímž otcem byl král Karel IX. Švédský.
Karel X. se měl původně stát manželem své sestřenice a předchůdkyně na švédském trůně Kristýny I., která si ho ale vybrala jako svého nástupce i beze sňatku a po zajištění nástupnictví pro Karla abdikovala v jeho prospěch.
Jeho pořadové číslo jako Karel X. pochází ze 16. století. Švédský král Karel IX. (1604–1611) si zvolil své číslo po prostudování fiktivní historie Švédska. Tento král byl čtvrtým skutečným králem Karlem, ale nikdy nebyl jmenován Karel IV. 

## Dětství

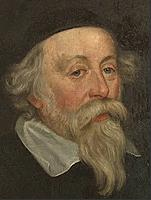
Kazimír Falcko-Zweibrückenský

Kateřina Švédská

Rodiče Karla X. Gustava, Kazimír Falcko- Zweibrückenský a Kateřina Švédská, uprchli před třicetiletou válkou a do Německa se již nikdy nevrátili. V jeho brzkém dětství byl vychován na švédském dvoře po boku jeho sestřenice královny Kristýny. Zde dostal skvělé vzdělání. Později se Karel X. naučil umění války pod taktovkou Lennarta Torstensona a byl přítomen v druhé bitvě u Breitenfeldu (1642) a u Jankowitz (1645).
V letech 1646-1648 často navštěvoval švédský dvůr, údajně jako budoucí manžel své sestřenice, vládnoucí královny Kristýny Švédské (1626–1689, vládla 1632–1654). Toto zasnoubení však královna Kristýna zrušila, ale i tak jmenovala Karla svým nástupcem roku 1649, a to i proti odporu Tajné rady v čele s Axelem Oxenstiernem.
V roce 1648 byl jmenován generalissimem švédských vojsk. Uzavření Vestfálských smluv v říjnu 1648 mu zabránilo v získání vojenských vavřínů po kterých toužil, ale jako švédský zplnomocněnec na výkonném kongresu v Norimberku měl příležitost se naučit diplomacii, vědu, kterou podle jeho slov rychle zvládl.
Jako uznaný následník trůnu byla jeho situace po návratu do Švédska nebezpečná kvůli rostoucí nespokojenosti s královnou. Proto se stáhl na ostrov Öland, dokud ho abdikace Kristýny 5. června 1654 nepovolala na trůn.

## První dny jeho vlády

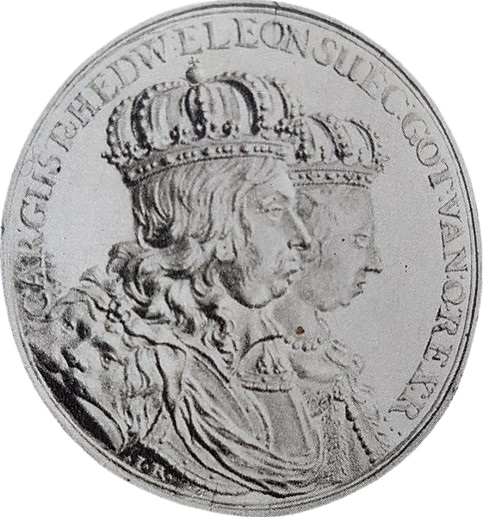
Medaile pro krále Karla X. Gustava a královnu Hedviku Eleonoru

Karel X. Gustav byl korunován 7. června 1654, den poté, co jeho sestřenice Kristýna abdikovala.  Jeho počátek vlády se zaměřoval na urovnání domácích neshod a shromáždění všech sil národa kolem jeho standarty pro novou dobyvačnou politiku.
Na doporučení uzavřel 24. října 1654 politický sňatek s Hedvikou Eleonorou Holštýnsko-Gottorpskou, dcerou Fridricha III., vévody Holštýnsko-Gottorpského. Tímto rozhodnutím doufal, že si zajistí budoucího spojence proti Dánsku. 
Riksdag, která se sešel ve Stockholmu v březnu 1655, řádně projedla dvě velké národní otázky: válku a restituci odcizených korunních pozemků. Během tří dnů tajný výbor pod vedením krále rozhodoval o válečné otázce. Karel X. snadno přesvědčil delegáty, že válka proti Polsku je nezbytná a mohla by se ukázat jako velmi výhodná. V roce 1659 vyhlásil přísné tresty pro každého, kdo loví v královské rezervaci v Ottenby na Ölandu ve Švédsku, kde nechal postavit suchou kamennou zeď oddělující jižní cíp ostrova.

## Manželství a potomci
Karel Gustav X. se oženil 24. října roku 1654 s Hedvikou Eleonorou Holštýnsko-Gottorpskou. Z manželství se narodil jediný syn a následník trůnu Karel XI.
Ještě před tím, než uzavřel sňatek s Hedvikou Eleonorou, měl poměr s Brigidou Allersovou (Märta Allertz), dcerou člena královské rady a zplodil s ní nemanželského syna Gustava Carlsona (1647–1708)

## Druhá severní válka (1655–1660)

### Válka proti Polsku a Litvě
Viz také: Potopa (polsko-švédská válka)

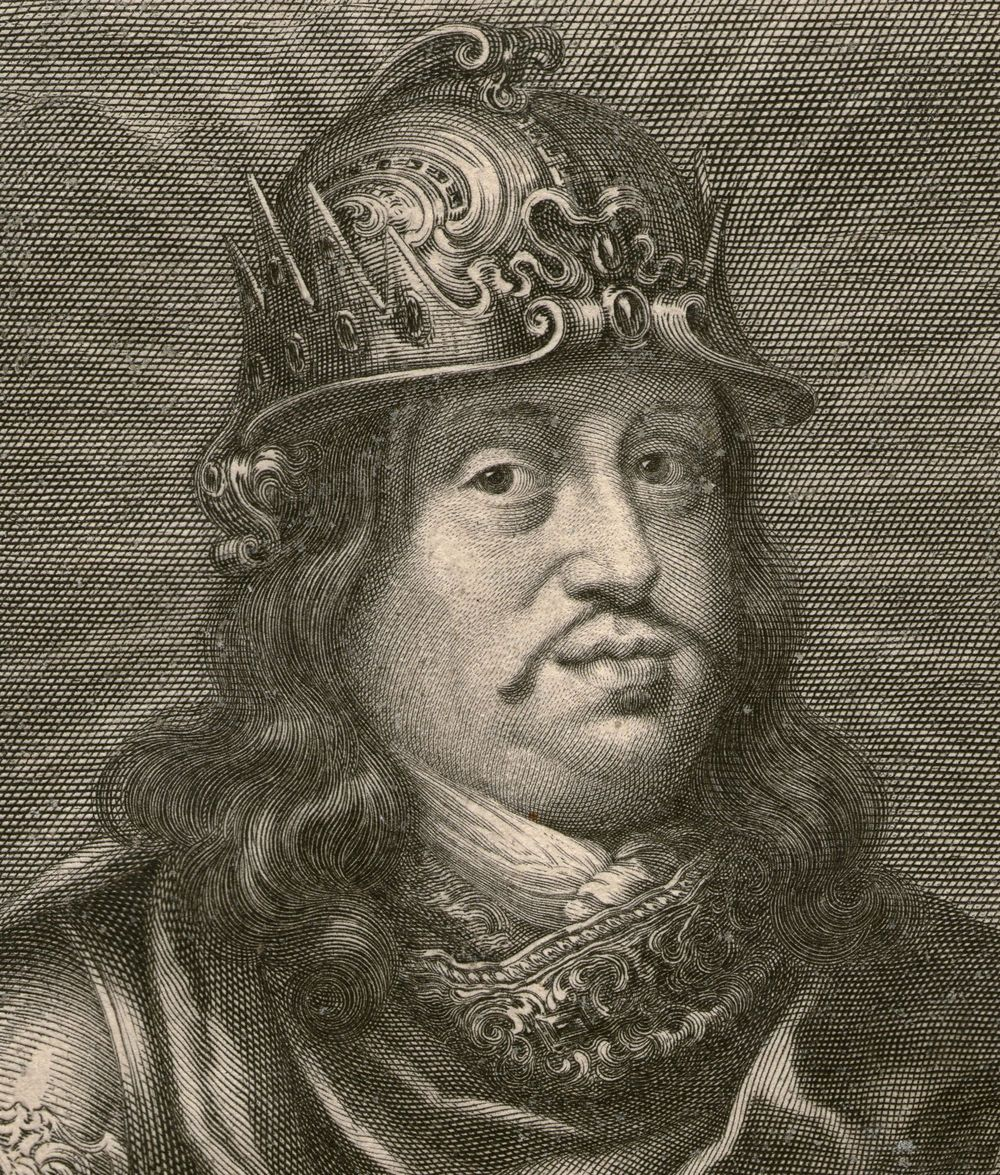
Karel X. Gustav

10. července 1655 Karel X opustil Švédsko aby započal válku proti Polsko-litevskému království, což se stalo druhou severní válkou (1655–1660). V době vyhlášení války měl k dispozici 50000 můžu a 50 válečných lodí. Nepřátelské boje již začali obsazením Dünaburgu v polské Livonii Švédy 1. července 1655. Poté 21. července 1655 švédská armáda pod vedením Arvida Wittenberga přešla do Polska a postupovala směrem k táboru pospolite ruszenie, které se utábořila na březích řeky Noteć. 25. července kapitulovala polská šlechtická armáda a vojvodství Poznaň a Kališ se dostala pod ochranu švédského krále. Poté Švédové bez odporu vstoupili do Varšavy a obsadili celé Velkopolsko.
Polský král Jan II. Kazimír (1645-1668) z rodu Vázů nakonec po porážkách svých armád uprchl do Slezska.
K Švédům se připojilo velké množství polských šlechticů a jejich osobních armád, včetně většiny slavných okřídlených husarů. Mnoho Poláků považovalo Karla X. Gustava za silného panovníka, který by mohl být úspěšnějším vůdcem než Jan II. Kazimír.

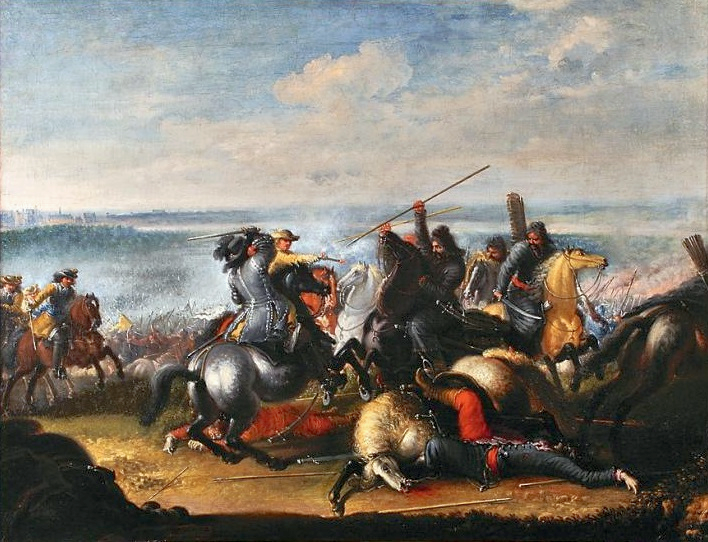
Karel X. Gustav v potyčce s Polskými Tatary poblíž Varšavy

Mezitím Karel X. Gustav postupoval směrem ke Krakovu, který Švédové po dvouměsíčním obléhání dobyli. Pád Krakova následoval po kapitulaci polských královských vojsk, ale ještě před koncem roku začala reakce i v samotném Polsku. 18. listopadu 1655 Švédové obsadili pevnost a klášter Čenstochová, ale Poláci ji ubránili a po sedmdesátidenním obléhání museli švédští obléhatelé s velkými ztrátami ustoupit. Tento úspěch vyvolal v Polsku nadšení veřejnosti a vedl k nacionalistické a náboženské rétorice týkající se války a Karla X. Byl líčen jako netaktní a jeho žoldnéři jako barbarští. Jeho odmítnutí legalizovat své postavení svoláním polského sněmu a jeho jednání o rozdělení státu, s nímž se snažil spřátelit, probudilo v zemi nacionalistického ducha.

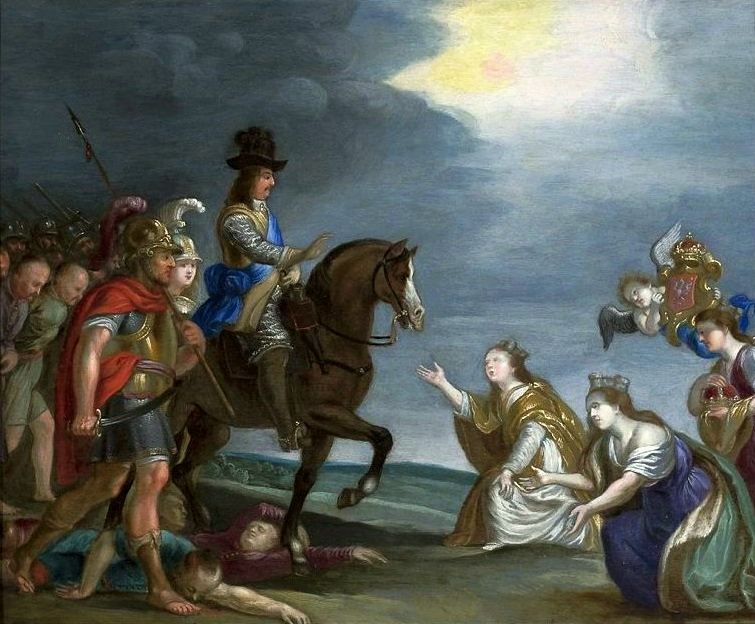
Triumf Karla X. Gustava nad polsko-litevským královstvím (kolem roku 1655), Národní muzeum ve Varšavě

Na začátku roku 1656 se král Jan II. Kazimír vrátil z exilu a reorganizovaná polská armáda se početně rozrostla. V této době Karel zjistil, že Poláky může snáze porazit než dobýt Polsko. Jeho hlavní cíl, dobytí Pruska, zůstal nedokončen. Navíc se objevil nový švédský protivník v braniborském kurfiřtovi Fridrichu Vilémovi I., znepokojeném ambicemi švédského krále. Karel donutil kurfiřta, byť mečem, aby se stal jeho spojencem a vazalem (Královská smlouva, 17. ledna 1656); ale polské národní povstání nyní naléhavě vyžadovalo jeho přítomnost na jihu. Po celé týdny pronásledoval polské divize, které se v zasněžených polských pláních účastnily partyzánské války a pronikly až na jih k Jarosławu v Rusínském vojvodství (województwo ruskie), přičemž do té doby ztratil dvě třetiny své 15 000 členné armády bez zjevného výsledku.  Mezitím Rusové podepsali příměří s Polsko-litevským společenstvím (příměří z Vilny) a poté zahájili tažení v Livonsku a obléhali Rigu, druhé největší město Švédské říše.
Karlův ústup z Jarosławy do Varšavy téměř skončil katastrofou. Jeho síly byly uvězněny třemi sbíhajícími se polsko-litevskými armádami v bažinaté lesní oblasti, kterou ve všech směrech protínaly dobře střežené řeky. Únik z této katastrofy je považován za jeden z jeho nejskvělejších úspěchů. 21. června 1656 však Poláci dobyli Varšavu zpět a o čtyři dny později byl Karel na základě Marienburské smlouvy (23. června 1656) nucen si koupit pomoc od Fridricha Viléma I. Ve dnech 28. a 30. července porazili spojení Švédové a Braniborci v počtu 18 000 mužů po třídenní bitvě u Varšavy 40 000 mužů. Polsko-litevské síly se však okamžitě stáhly bez velkých ztrát a se zjevnou silnou vůlí bojovat další den, zatímco švédská armáda znovu obsadila polské hlavní město a způsobila městu i jeho obyvatelům mnoho škod. Tento válečný čin však pro Karla nepřinesl požadovaný výsledek a když Fridrich Vilém donutil švédského krále k zahájení jednání s Poláky, ti nabídnuté podmínky odmítli, válka byla obnovena a Karel uzavřel útočnou a obrannou alianci s braniborským kurfiřtem (Labiauská smlouva, 20. listopadu 1656), která stanovila, že Fridrich Vilém a jeho dědicové budou od nynějška mít plnou svrchovanost Východního Pruska.

#### Zajímavosti
Záminkou vpádu do Polska byly nároky jeho příbuzného Jana Kazimíra na švédský trůn. 
Katoličtí Poláci za této války vypálili Lešno, které Švédové ušetřili, a Komenskému shořel dům a s ním i bohatá knihovna s cennými rukopisy.
Na počest tohoto švédského krále Komenský složil vedle Panegyricus Carolo Gustavo (Chvalořeč na Karla Gustava) i „slavnostní provolání“ (Votiva acclamatio), chvalořeč na počest jeho vítězství nad Dány roce 1658. Nechal ji vytisknout v Amsterdamu na jaře téhož roku. Jediný dosud známý exemplář byl zjištěn v roce 1986 v Zentralbibliothek v Curychu ve Švýcarsku.

### Válka s Dánskem a Norskem

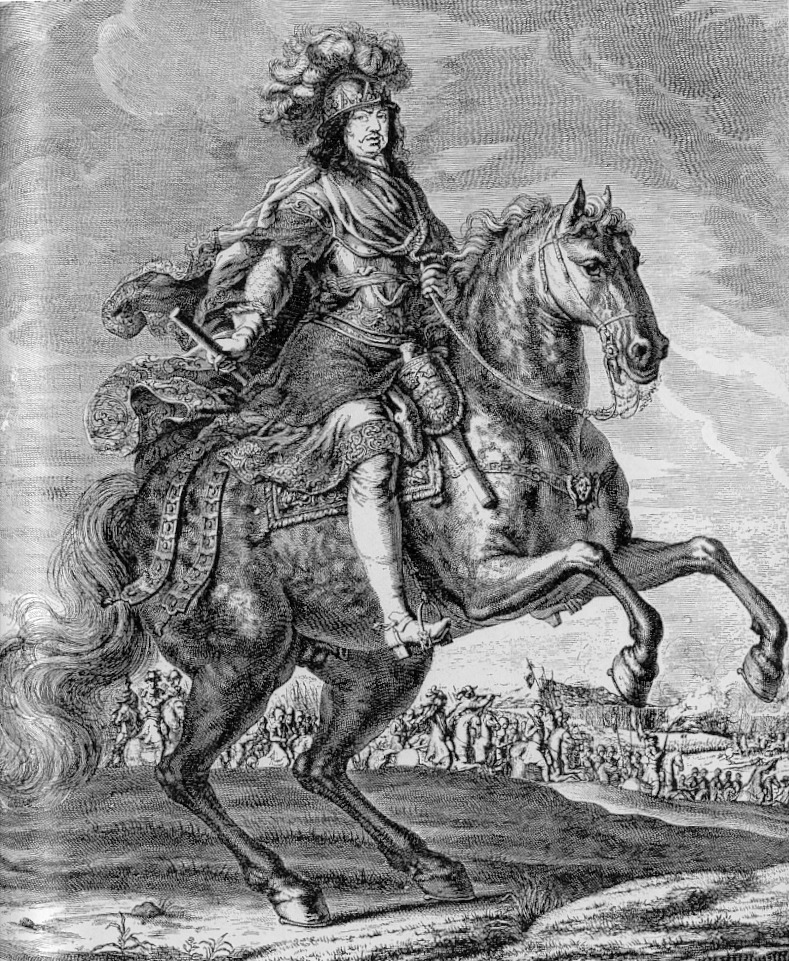
Karel X. Gustav. Rytina po namalovaní od Davida Klöckera Ehrenstrahla

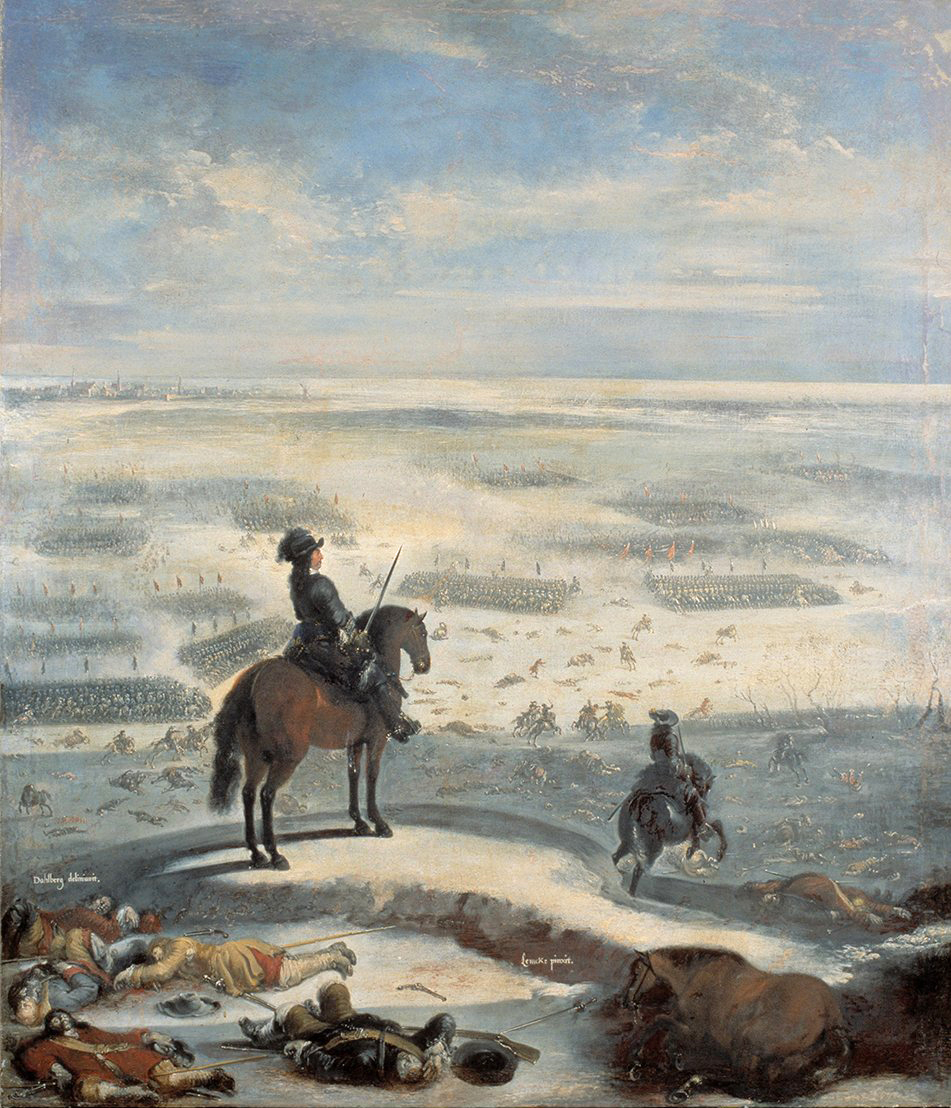
Karel X. Gustav při přechodu Beltu

Problémy v Polsku – především všelidové povstání proti švédské nadvládě – způsobily, že Karel X. s uspokojením přijal zprávy o dánském vyhlášení války 1. června 1657. Útok Torstenssona z doby třicetileté války ho poučil, že Dánsko je nejvíce zranitelné z jihu. Zaútočil tam tedy s rychlostí, která ochromila odpor: v červnu 1657 vytáhl Karel v čele 8000 zkušených vojáků z Bydhoště v Pomořansku a dosáhl hranic Holštýnska 18. července. Dánská armáda se stáhla, a tak Švédové znovu získali Brémské vévodství. Během podzimu Karlovo vojsko obsadilo Jutsko a pevně se zde usadilo. Zdržení u pevnosti Fredericia, kde byla Karlova menší armáda zadržena od půlky srpna do půlky října, dovolilo dánskému loďstvu odrazit po dvoudenní bitvě švédskou flotilu a zabránit tak plánovanému vylodění Švédů v Dánsku. Situace švédského krále se stala kritickou.
V červenci se Dánsko a polsko-litevské království dohodly na spojenectví. Braniborsko se s ohledem na švédské potíže také přidalo na stranu Dánů a situace vypadala pro Švédy hrozivě. Braniborsko chtělo, aby Švédové přistoupili k jednání zprostředkovaným anglickým lordem-protektorem Oliverem Cromwellem a kardinálem Mazarinem, prvním ministrem francouzského krále Ludvíka XIV. Jednání se ale neuskutečnila, protože Švédové jednat odmítli. Karlovi se navíc podařilo 23.–24. října dobýt Fredericii a chystal se dopravit své vojsko na ostrov Fyn pomocí lodí. Ale jednodušší a levnější řešení se mu nabídlo, když v říjnu 1657 uhodily silné mrazy a brzy zamrzl Malý Belt natolik, že armáda mohla přejít po ledu.

#### Pochod přes Belt
28. ledna 1658 dosáhl Karel Haderslevu v jižním Dánsku. Jeho meteorologové předpokládali, že za pár dní bude led na Beltu natolik silný, že bude možné po něm přejít i ve zbroji. Mráz byl nejsilnější 29. ledna a 30. ledna ráno dal král rozkaz, aby se armáda přesunula. Švédové rychle přemohli dánskou pobřežní obranu a dobyli Fyn, přičemž přišli jen o část jízdy, která zmizela pod ledem. Karlovo vojsko v Dánsku přešlo po ledu a směřovalo ke Kodani. Karlovy jednotky totiž musely překročil Velký Belt, což se po velice riskantní trase podařilo, aniž by ztratili jediného muže. 8. února Karel dosáhl Lollandu a Falsteru. 11. února přitáhl k Sjællandu.
Válka skončila smlouvou v Taastrupu z 18. února a mírem v Roskilde z 26. února 1658, v důsledku kterého Dánsko ztratilo rozsáhlá území (dánské provincie Skåne, Halland a Blekinge, ostrovy Bornholm a Hven a norské provincie Bohuslän a výběžek Trondheimu) a muselo uznat suverenitu vévody šlesvicko-holštýnsko-gottorpského.

Vývoj švédského království v brzké moderní Evropě (1560-1815)

Karel však i nadále pokračoval v bojích a napadl Dánsko znovu. 17. června přistál na Sjællandu a oblehl Kodaň, která se ale dokázala ubránit do té doby, než Dánům přišla na pomoc holandská flotila, jež porazila švédské lodi v bitvě u Sundu 29. října 1658. Vodní obchodní cesty na Baltu byly totiž pro Holanďany důležité a ti tak dali Karlovi jasně najevo, že nechtějí, aby Švédové ovládali jih.

Během jednání o míru se Karel X. Gustav vrátil do Švédska, kde svolal do Göteborgu v lednu 1660 jednání parlamentu. Zde se analyzovala pozice Švédska v rámci zmíněných mírových jednání. Nižší stavy protestovaly proti novým nařízením, ale Karel X. je přesvědčil. 

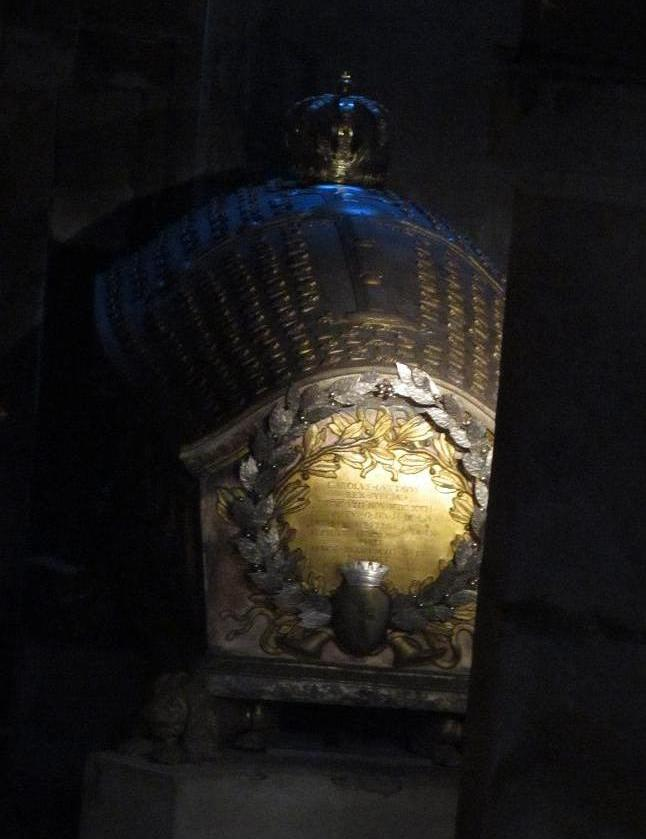
Rakev Karla X. Gustava ve stockholmském kostele Riddarholm

## Nemoc a smrt
Za svého pobytu v Göteborgu 4. ledna 1660 onemocněl Karel X. Gustav s příznaky nachlazení. Ignoroval svou nemoc a opakovaně chodil na inspekci švédských vojsk poblíž Göteborgu Brzy u něho propukla zimnice, bolesti hlavy a dušnost. 15. ledna dorazil dvorní lékař Johann Köster, který lékařskou chybou spletl zápal plic Karla X. Gustava se skorbutem a dyspepsií. Köster zahájil „léčbu“, která zahrnovala aplikaci vícenásobných klystýrů, projímadel, pouštění žilou a kýchacího prášku. Zatímco po třech týdnech horečka nakonec klesla a kašel se zlepšil, zápal plic přetrvával a do 8. února se vyvinul v sepsi.
V noci z 12. na 13. února zemřel v náručí lorda vrchního maršála Gabriela Oxenstierny poté, co ho naléhal, aby ve Švédsku nastolil mír.
Dne 12. února podepsal Karel X. Gustav svoji závěť. Jeho syn, Karel XI. Švédský, byl ještě nezletilý a Karel X. Gustav jmenoval menší regentství složené ze šesti příbuzných a blízkých přátel. Karel X. Gustav zemřel následující den ve věku 37 let.
Jeho ostatky byly slavnostně přepraveny na podzim téhož roku do hlavního města Švédska Stockholmu a zde pochovány na ostrově Riddarholmen.

## Rodina
Karel X. Gustav měl s Hedvikou Eleonorou Holštýnsko-Gottorpskou pouze jedno legitimní dítě : svého nástupce Karla XI. (1655–1697, vládl 1660–1697).
Před jeho svatbou mu jeho milenka Märta Allertz porodila známého syna Gustafa Carlsona (1647–1708), který se stal hrabětem z Börringe a hradem Lindholmen ve Skåne .
Existují věrohodné teorie, které naznačují, že Karel X. Gustav před sňatkem s Hedvikou Eleonorou (ale ne poté) zplodil také několik dalších dětí, z nichž některá jména jsou známá:  s baronkou Ludmilou Jankovskou z Lažan (1615–1655) syna Karla (Carolus Wenzeslaus) Jankovského z Vlašimi (1644–1684), který se stal baronem zámku Rešice na Moravě; s Walborem Staffansdotterem syna Nilse Karlssona (který se svému otci silně podobal); se Sidonií Johansdotter syna Samuela Karlssona a s neznámou ženou dceru Annu Karlsdotterovou.

## Vývod z předků
|                 |                                  |  |                     |                              |  |  |  |  |  |  |  | Ludvík II. Falcko-Zweibrückenský |
|                 |                                  |  |                     |                              |  |  |  |  |  |  |  |                                  |
|                 | Wolfgang Falcko-Zweibrückenský   |  |                     |                              |  |  |  |  |  |  |  |                                  |
|                 |                                  |  |                     |                              |  |  |  |  |  |  |  |                                  |
|                 |                                  |  |                     | Alžběta Hesenská             |  |  |  |  |  |  |  |                                  |
|                 |                                  |  |                     |                              |  |  |  |  |  |  |  |                                  |
|                 | Jan I. Falcko-Zweibrückenský     |  |                     |                              |  |  |  |  |  |  |  |                                  |
|                 |                                  |  |                     |                              |  |  |  |  |  |  |  |                                  |
|                 |                                  |  |                     | Filip I. Hesenský            |  |  |  |  |  |  |  |                                  |
|                 |                                  |  |                     |                              |  |  |  |  |  |  |  |                                  |
|                 | Anna Hesenská                    |  |                     |                              |  |  |  |  |  |  |  |                                  |
|                 |                                  |  |                     |                              |  |  |  |  |  |  |  |                                  |
|                 |                                  |  |                     | Kristýna Saská               |  |  |  |  |  |  |  |                                  |
|                 |                                  |  |                     |                              |  |  |  |  |  |  |  |                                  |
|                 | Kazimír Falcko-Zweibrückenský    |  |                     |                              |  |  |  |  |  |  |  |                                  |
|                 |                                  |  |                     |                              |  |  |  |  |  |  |  |                                  |
|                 |                                  |  |                     | Jan III. Klevský             |  |  |  |  |  |  |  |                                  |
|                 |                                  |  |                     |                              |  |  |  |  |  |  |  |                                  |
|                 | Vilém z Jülich-Cleves-Bergu      |  |                     |                              |  |  |  |  |  |  |  |                                  |
|                 |                                  |  |                     |                              |  |  |  |  |  |  |  |                                  |
|                 |                                  |  |                     | Marie Jülišsko-Bergská       |  |  |  |  |  |  |  |                                  |
|                 |                                  |  |                     |                              |  |  |  |  |  |  |  |                                  |
|                 | Magdalena Klevská                |  |                     |                              |  |  |  |  |  |  |  |                                  |
|                 |                                  |  |                     |                              |  |  |  |  |  |  |  |                                  |
|                 |                                  |  |                     | Ferdinand I. Habsburský      |  |  |  |  |  |  |  |                                  |
|                 |                                  |  |                     |                              |  |  |  |  |  |  |  |                                  |
|                 | Marie Habsburská                 |  |                     |                              |  |  |  |  |  |  |  |                                  |
|                 |                                  |  |                     |                              |  |  |  |  |  |  |  |                                  |
|                 |                                  |  |                     | Anna Jagellonská             |  |  |  |  |  |  |  |                                  |
|                 |                                  |  |                     |                              |  |  |  |  |  |  |  |                                  |
| Karel X. Gustav |                                  |  |                     |                              |  |  |  |  |  |  |  |                                  |
|                 |                                  |  |                     |                              |  |  |  |  |  |  |  |                                  |
|                 |                                  |  | Erik Johansson Vasa |                              |  |  |  |  |  |  |  |                                  |
|                 |                                  |  |                     |                              |  |  |  |  |  |  |  |                                  |
|                 | Gustav I. Vasa                   |  |                     |                              |  |  |  |  |  |  |  |                                  |
|                 |                                  |  |                     |                              |  |  |  |  |  |  |  |                                  |
|                 |                                  |  |                     | Cecilia Månsdotter           |  |  |  |  |  |  |  |                                  |
|                 |                                  |  |                     |                              |  |  |  |  |  |  |  |                                  |
|                 | Karel IX. Švédský                |  |                     |                              |  |  |  |  |  |  |  |                                  |
|                 |                                  |  |                     |                              |  |  |  |  |  |  |  |                                  |
|                 |                                  |  |                     | Erik Abrahamsson             |  |  |  |  |  |  |  |                                  |
|                 |                                  |  |                     |                              |  |  |  |  |  |  |  |                                  |
|                 | Markéta Eriksdotter Leijonhufvud |  |                     |                              |  |  |  |  |  |  |  |                                  |
|                 |                                  |  |                     |                              |  |  |  |  |  |  |  |                                  |
|                 |                                  |  |                     | Ebba Eriksdotter Vasa        |  |  |  |  |  |  |  |                                  |
|                 |                                  |  |                     |                              |  |  |  |  |  |  |  |                                  |
|                 | Kateřina Švédská                 |  |                     |                              |  |  |  |  |  |  |  |                                  |
|                 |                                  |  |                     |                              |  |  |  |  |  |  |  |                                  |
|                 |                                  |  |                     | Fridrich III. Falcký         |  |  |  |  |  |  |  |                                  |
|                 |                                  |  |                     |                              |  |  |  |  |  |  |  |                                  |
|                 | Ludvík VI. Falcký                |  |                     |                              |  |  |  |  |  |  |  |                                  |
|                 |                                  |  |                     |                              |  |  |  |  |  |  |  |                                  |
|                 |                                  |  |                     | Marie Braniborsko-Kulmbašská |  |  |  |  |  |  |  |                                  |
|                 |                                  |  |                     |                              |  |  |  |  |  |  |  |                                  |
|                 | Marie Kristýna Falcká            |  |                     |                              |  |  |  |  |  |  |  |                                  |
|                 |                                  |  |                     |                              |  |  |  |  |  |  |  |                                  |
|                 |                                  |  |                     | Filip I. Hesenský            |  |  |  |  |  |  |  |                                  |
|                 |                                  |  |                     |                              |  |  |  |  |  |  |  |                                  |
|                 | Alžběta Hesenská                 |  |                     |                              |  |  |  |  |  |  |  |                                  |
|                 |                                  |  |                     |                              |  |  |  |  |  |  |  |                                  |
|                 |                                  |  |                     | Kristýna Saská               |  |  |  |  |  |  |  |                                  |
|                 |                                  |  |                     |                              |  |  |  |  |  |  |  |                                  |

## Uvedené zdroje
- This article incorporates text from a publication now in the public domain: Bain, Robert Nisbet (1911). "Charles X., king of Sweden." v Chisholmu, Hufh (ed.). Ensyclopedia Britannica. Vol. 5 (11. vydání). Cambridge University Press. s. 927-929